# Zgornje Koseze
Zgornje Koseze este o localitate din comuna Moravče, Slovenia, cu o populație de 81 de locuitori.